# Amacohíte 1.ª Sección
Amacohíte 1.ª Sección es una localidad del municipio de Huimanguillo ubicado en la subregión de la Chontalpa del estado mexicano de Tabasco.

## Geografía
La localidad de Amacohíte 1.ª Sección se sitúa en las coordenadas geográficas 17°34′22″N 93°27′24″O / 17.572778, -93.456667, a una elevación de 37 metros sobre el nivel del mar.

## Demografía
Según el Conteo de Población y Vivienda 2020, efectuado por el Instituto Nacional de Estadística y Geografía, la localidad de Amacohíte 1.ª Sección tiene 202 habitantes, de los cuales 99 son del sexo masculino y 103 del sexo femenino. Su tasa de fecundidad es de 2.38 hijos por mujer y tiene 57 viviendas particulares habitadas.
| Gráfica de evolución demográfica de Amacohíte 1.ª Sección entre 1970 y 2020 |
|                                                                             |
| INEGI.                                                                      |